# Андресіто (Уругвай)
Андресіто (ісп. Andresito) — селище на півночі департаменту Флорес в Уругваї.

## Історія
Раніше поселення під назвою Андресіто було розташоване на березі річки Арройо Гранде, в 3 км на північ від теперішнього знаходження. Старе селище на даний момент знаходиться під водами озера греблі Палмар. 5 Листопада 1981 р. було відкрито новий населений пункт під назвою Андресіто вже в теперішньому його місці розташування.

## Географія
Розташоване в північній частині департаменту, на 238-у км національної  Траси 3, недалеко від її перетину з  Трасою 14.
Абсолютна висота над рівнем моря — 49 метрів.

## Населення
Населення по даним за 2011 р. становить 261 осіб.
| Рік  | Населення |
| ---- | --------- |
| 1963 | 135       |
| 1975 | 125       |
| 1985 | 176       |
| 1996 | 140       |
| 2004 | 271       |
| 2011 | 261       |

Джерело: Instituto Nacional de Estadística de Uruguay